# Anatoecus penicillatus
Anatoecus penicillatus är en insektsart som beskrevs av Kéler 1960. Anatoecus penicillatus ingår i släktet Anatoecus, och familjen fjäderlöss. Arten är reproducerande i Sverige.